# Congrégation missionnaire du Saint Sacrement
La congrégation missionnaire du Saint Sacrement (en latin Congregatio Missionalis Sanctissimo à Sacramento) constitue une congrégation cléricale de rite Syro-Malabar de droit pontifical.

## Historique
La congrégation missionnaire du Saint-Sacrement est fondée le 7 mars 1933 à Mallapally (en) par Mathew Alakalam et Joseph Paredom avec le consentement de 
James Kalacherry (1892 - 1949) évêque de Changanassery (en) ; le père Paredom devient supérieur général de la congrégation. Ses constitutions religieuses sont calquées sur celles des missionnaires de Saint François de Sales et approuvées en 1962  . L'institut reçoit le décret de louange le 2 décembre 1989.

## Activités et diffusion
Les religieux se dédient à la prédication de retraites et aux activités pastorales.
Ils sont surtout présents en Inde mais ont des maisons en Allemagne et en Italie.
La maison généralice est à Aluva.
Au 31 décembre 2008, la congrégation comptait 54 maisons et 489 religieux dont 231 prêtres.

## Source
- (it) Cet article est partiellement ou en totalité issu de l’article de Wikipédia en italien intitulé « Congregazione missionaria del Santissimo Sacramento » (voir la liste des auteurs).